# 海北塚古墳
海北塚古墳（かいぼうづかこふん）は、大阪府茨木市西福井にある古墳。形状は円墳と推定される。大阪府指定史跡に指定されている。

## 概要
大阪府北部、北摂山地から伸びる台地の南端に築造された古墳である。現在までに墳丘の大部分が削平されているほか、1909年（明治42年）・1935年（昭和10年）に副葬品が出土している。
墳形は明らかでないが、円形と推定され、現在は大きさ25メートル・高さ1メートルの高まりのみを残す。埋葬施設は片袖式の横穴式石室で、西方向に開口する。大型石室であり、玄室内部には緑泥片岩製の箱式石棺が据えられ、石棺の内外から多数の副葬品が検出されている。
築造時期は、古墳時代後期の6世紀後半頃と推定される。三島地方西部では南塚古墳・青松塚古墳に続く首長墓に位置づけられるとともに、豊富かつ秀逸な副葬品の出土、和歌山県付近産の緑泥片岩の使用の点で注目される古墳である。
古墳域は1970年（昭和45年）に大阪府指定史跡に指定されている。

## 遺跡歴
- 1909年（明治42年）、副葬品が出土[2][3][1]。
- 1935年（昭和10年）、副葬品が出土[2][1]。
- 1946年（昭和21年）、昭和南海地震で石室が損壊[1]。
- 1970年（昭和45年）12月7日、大阪府指定史跡に指定[4]。

## 埋葬施設

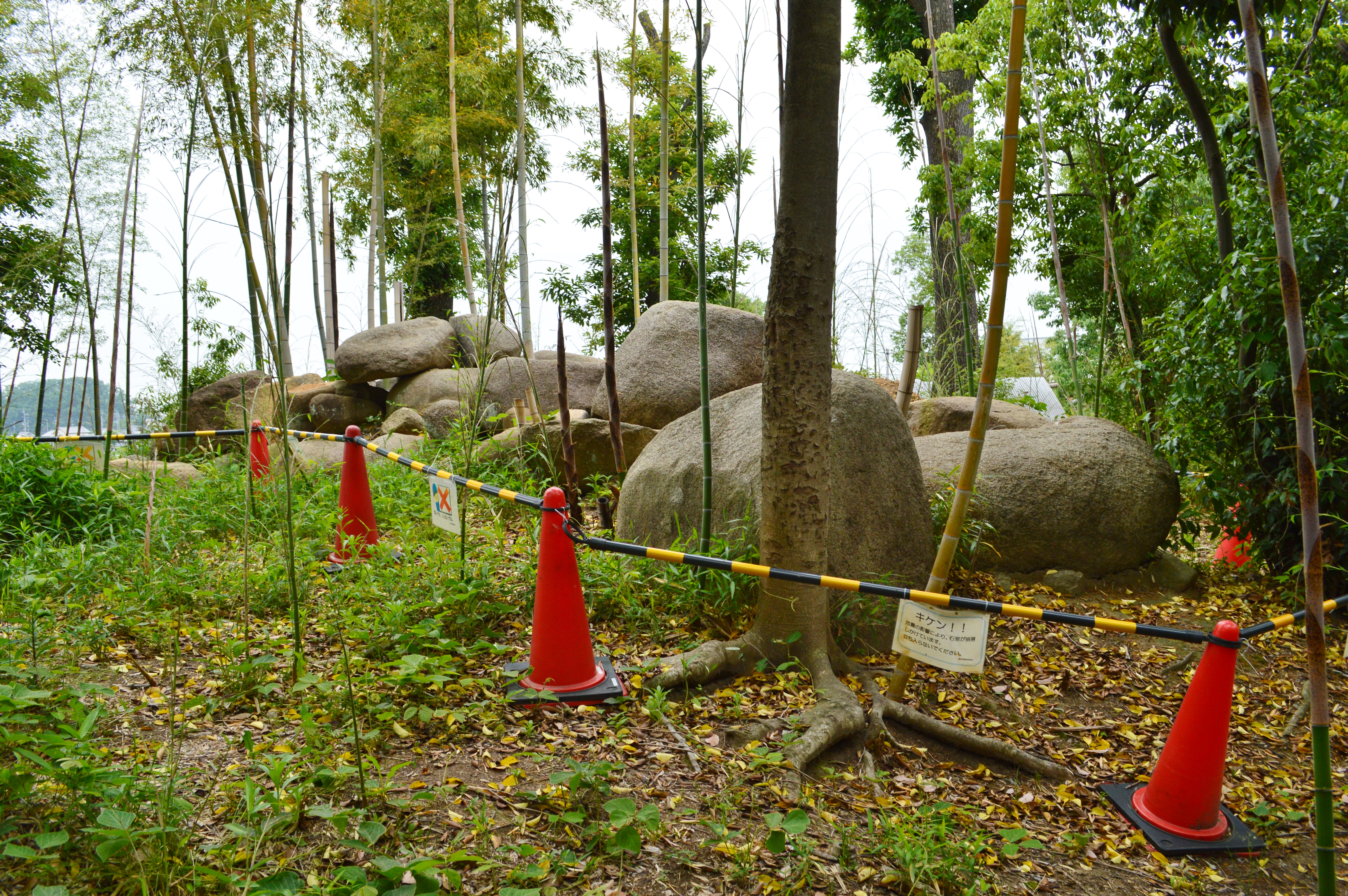
石室

埋葬施設としては片袖式横穴式石室が構築されており、西方向に開口する。石室の規模は次の通り。
- 玄室：長さ4.6メートル、幅2.5メートル、高さ3.3メートル
- 羨道：現存長6.3メートル

玄室内には中央部に箱式石棺を据える。緑泥片岩製で、6枚を組み合わせて構築される。この石棺の内外からは1909年（明治42年）・1935年（昭和10年）に多数の副葬品（後述）が出土している。

## 出土品

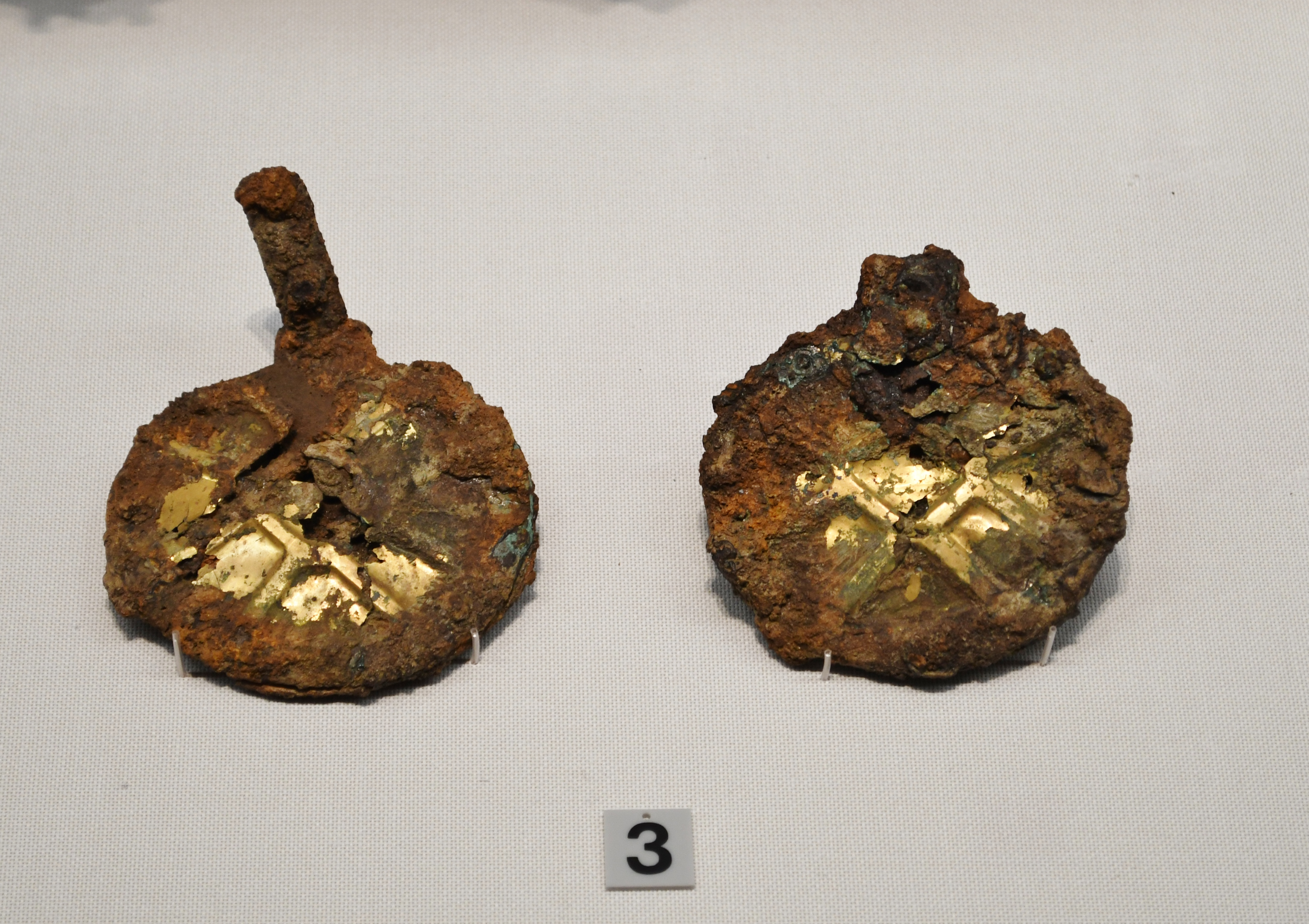
馬具 格子文鏡板東京国立博物館展示。

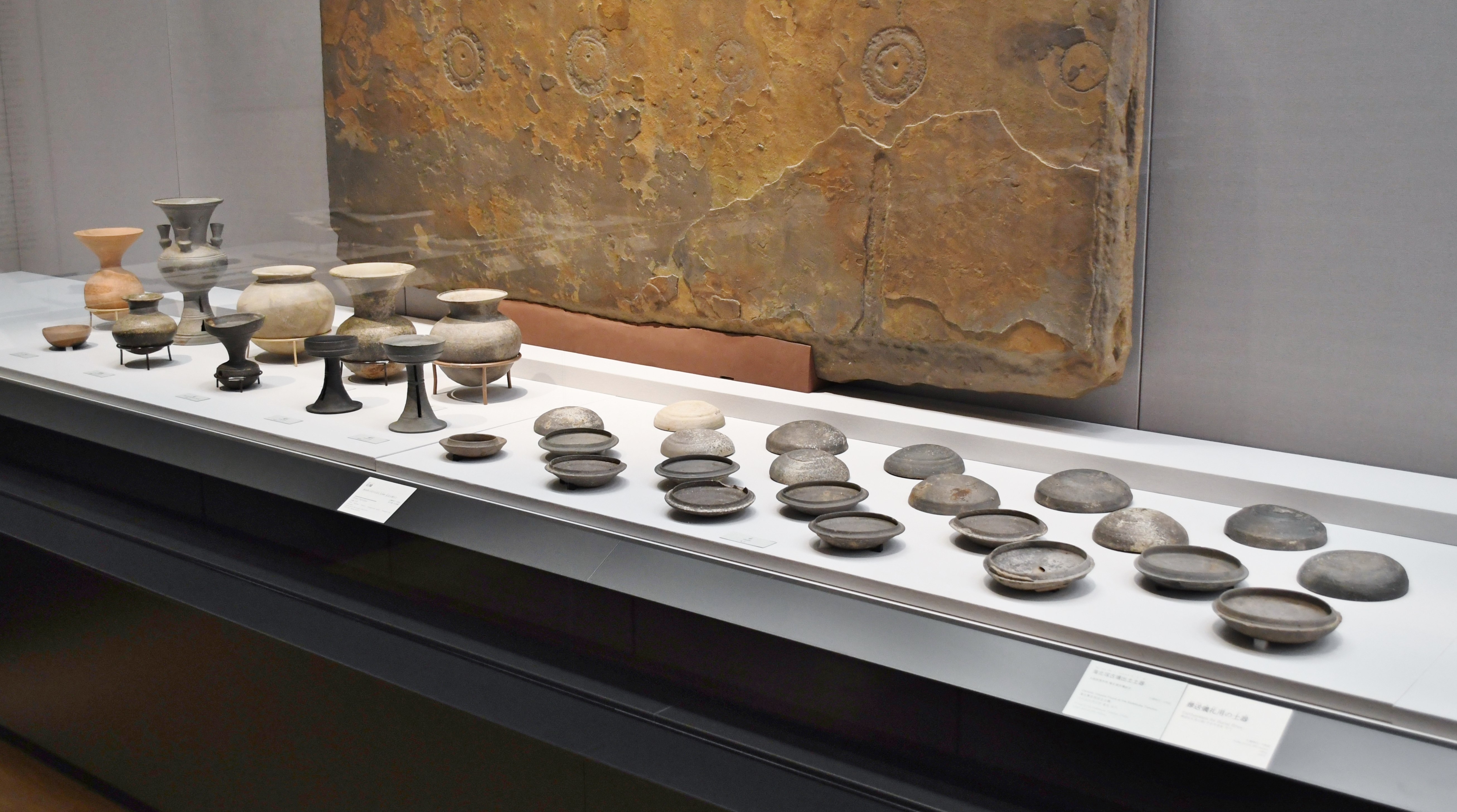
須恵器東京国立博物館展示。

1909年（明治42年）・1935年（昭和10年）に出土した副葬品は次の通り。
1909年（明治42年）出土品
- 須恵器
- 金環
- 銅環
- 勾玉
- 鏡
- 山梔玉
- 座金具
- 刀子
- 三輪玉

1935年（昭和10年）出土品
- 須恵器
- 土師器
- 武器類
  - 環頭大刀
  - 鉄鉾
  - 鉄鏃
- 馬具類
  - 轡
  - 杏葉
  - 雲珠
  - 鞍金具

現在では、出土品は東京国立博物館で保管されている。

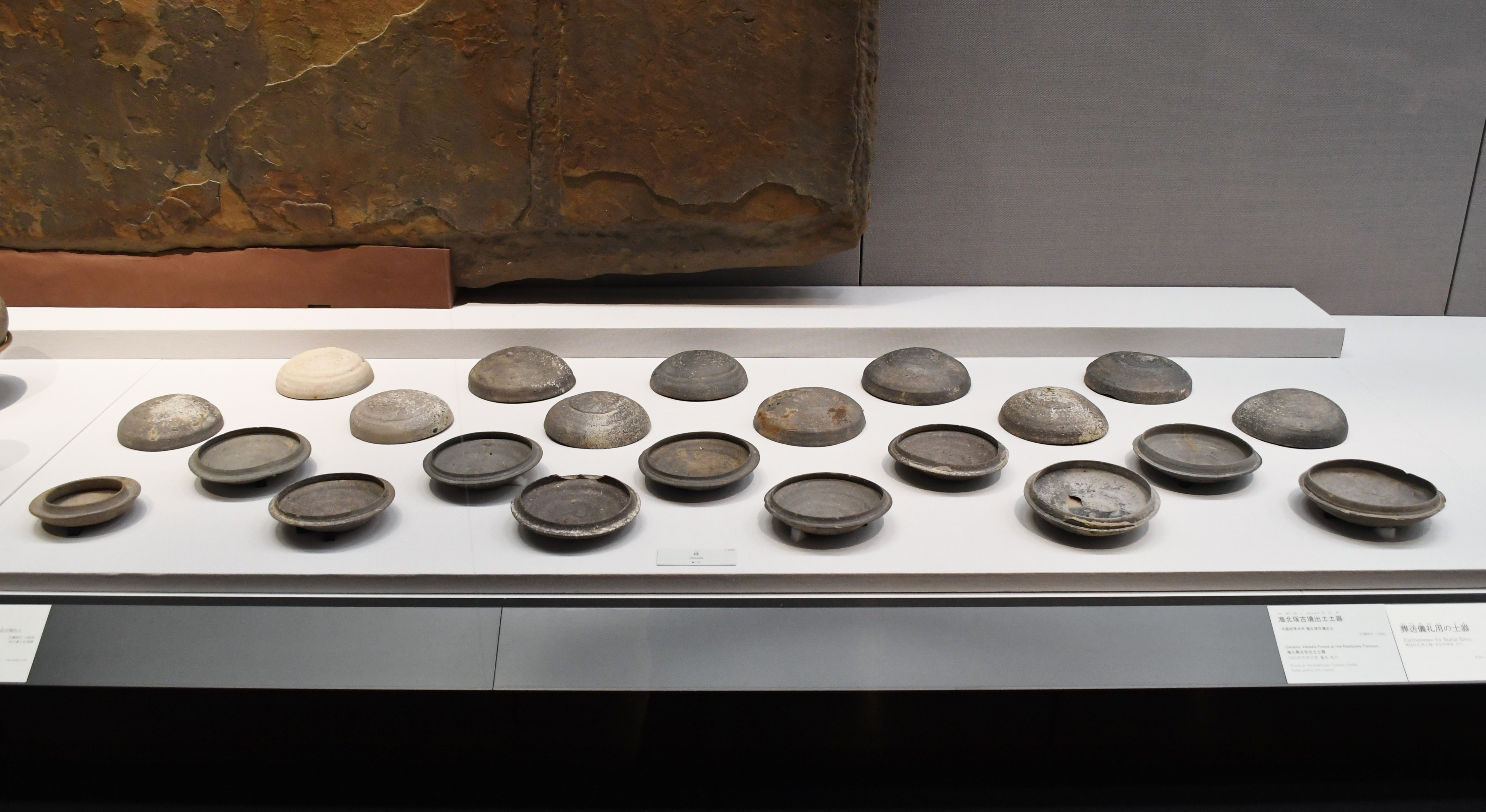
須恵器 坏
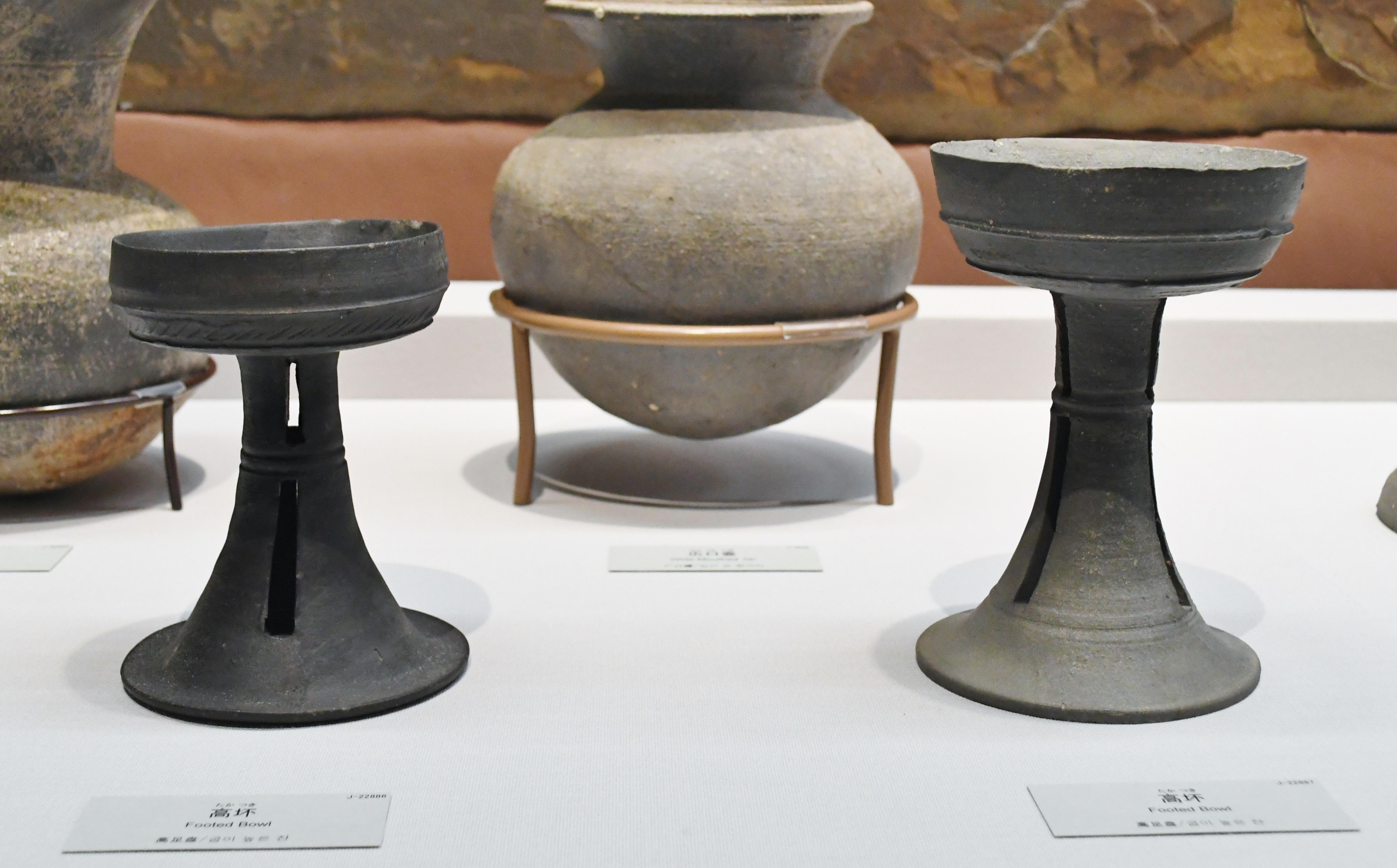
須恵器 高坏
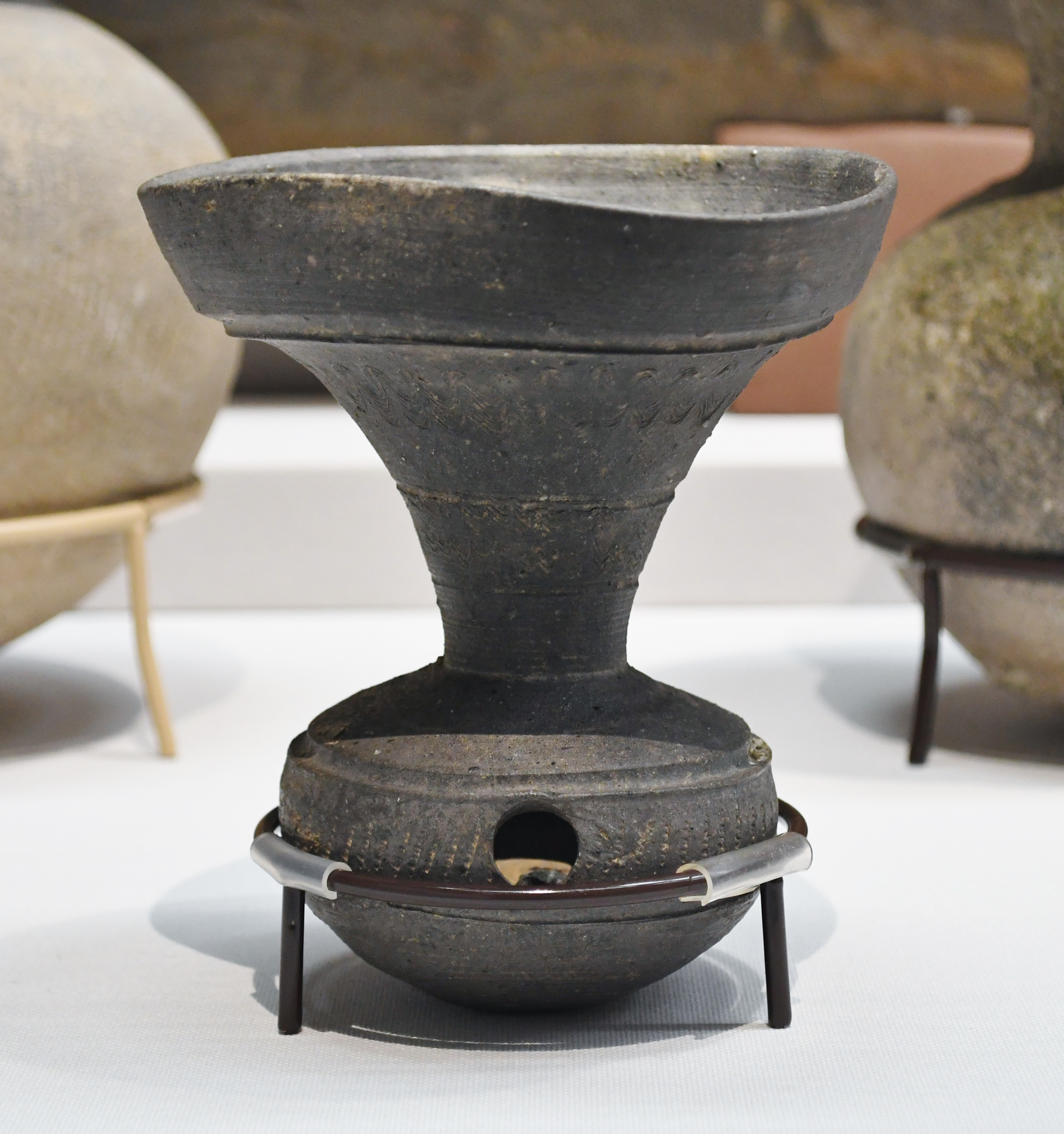
須恵器 𤭯
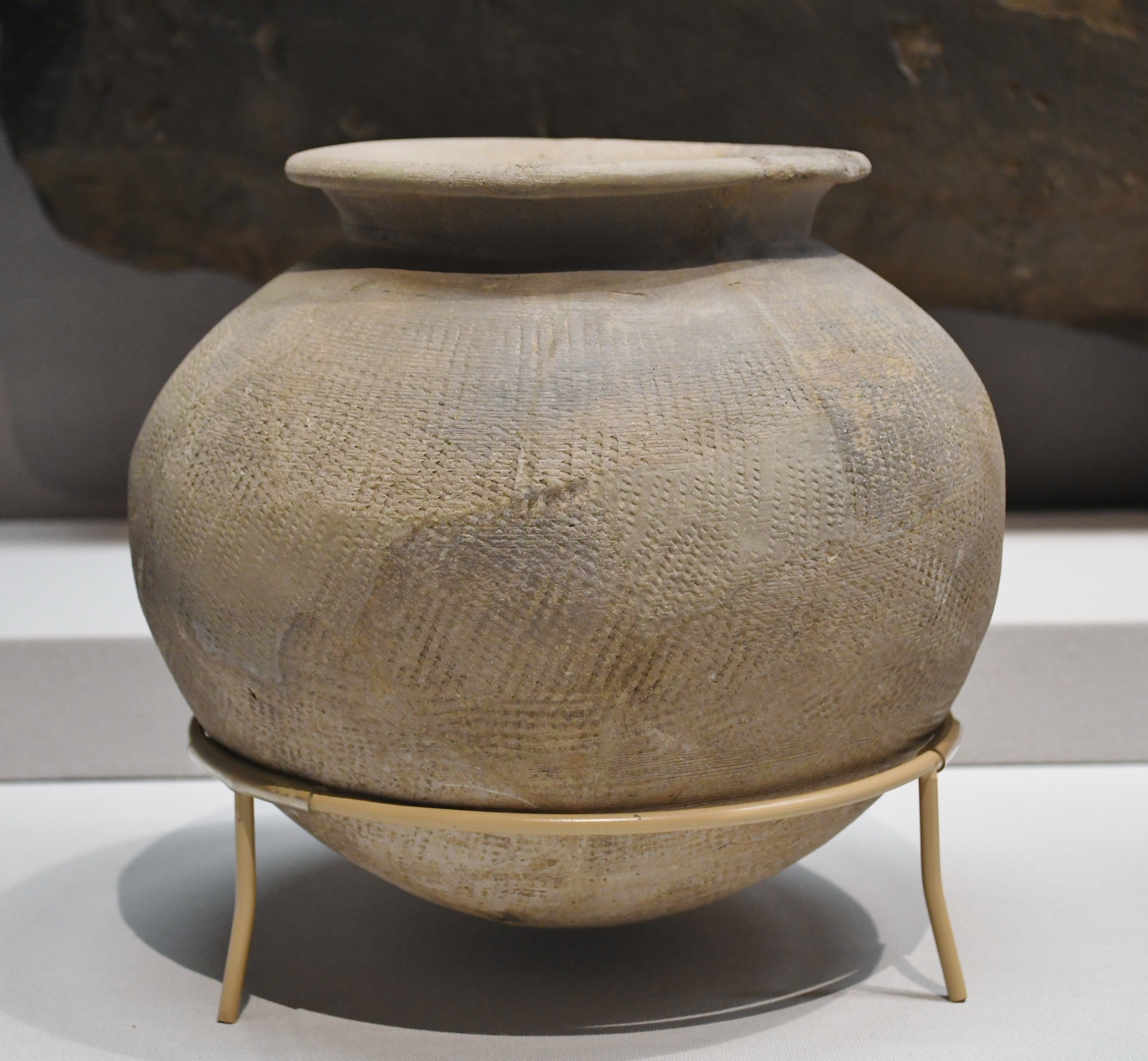
須恵器 甕
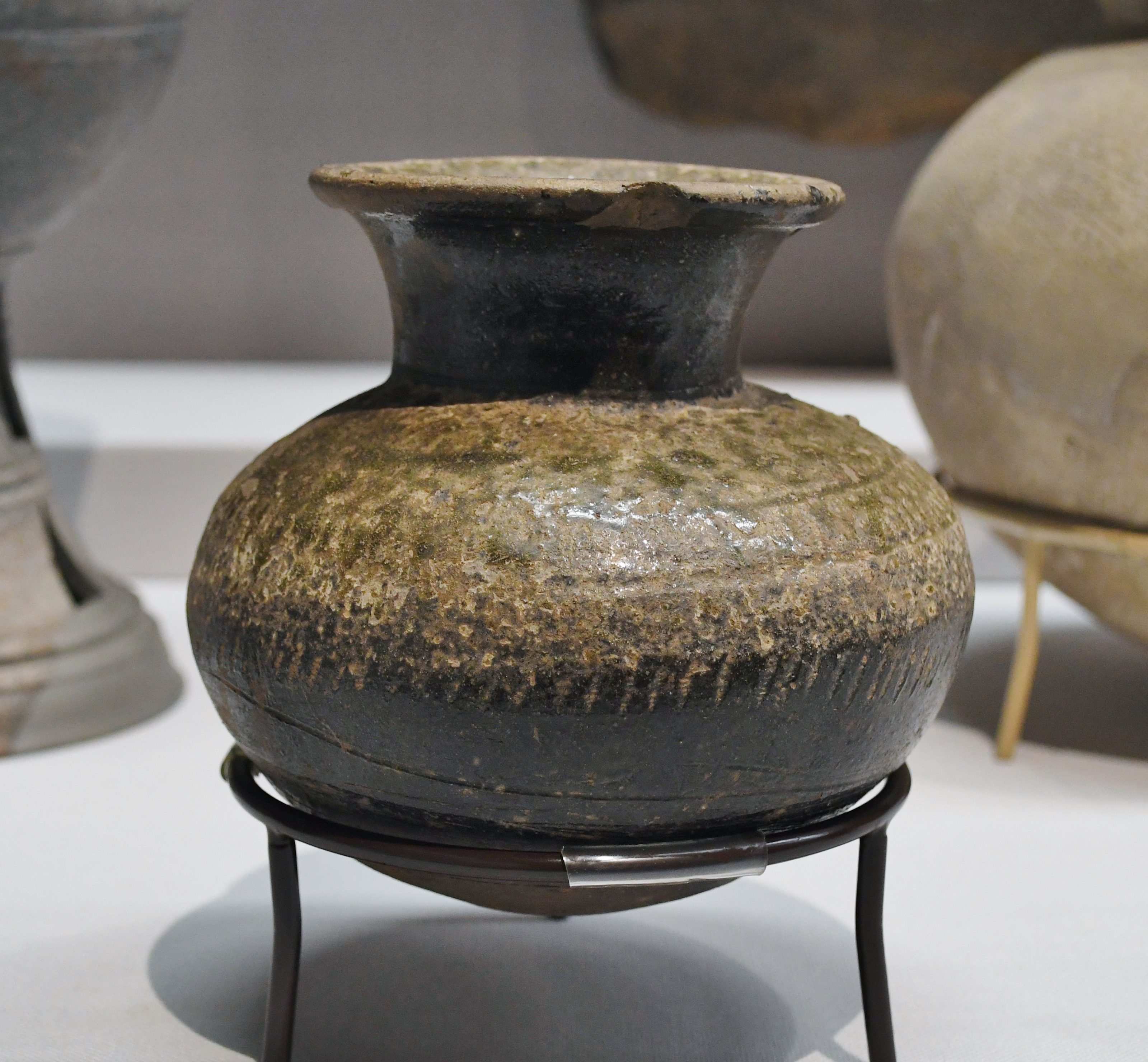
須恵器 短頸壺
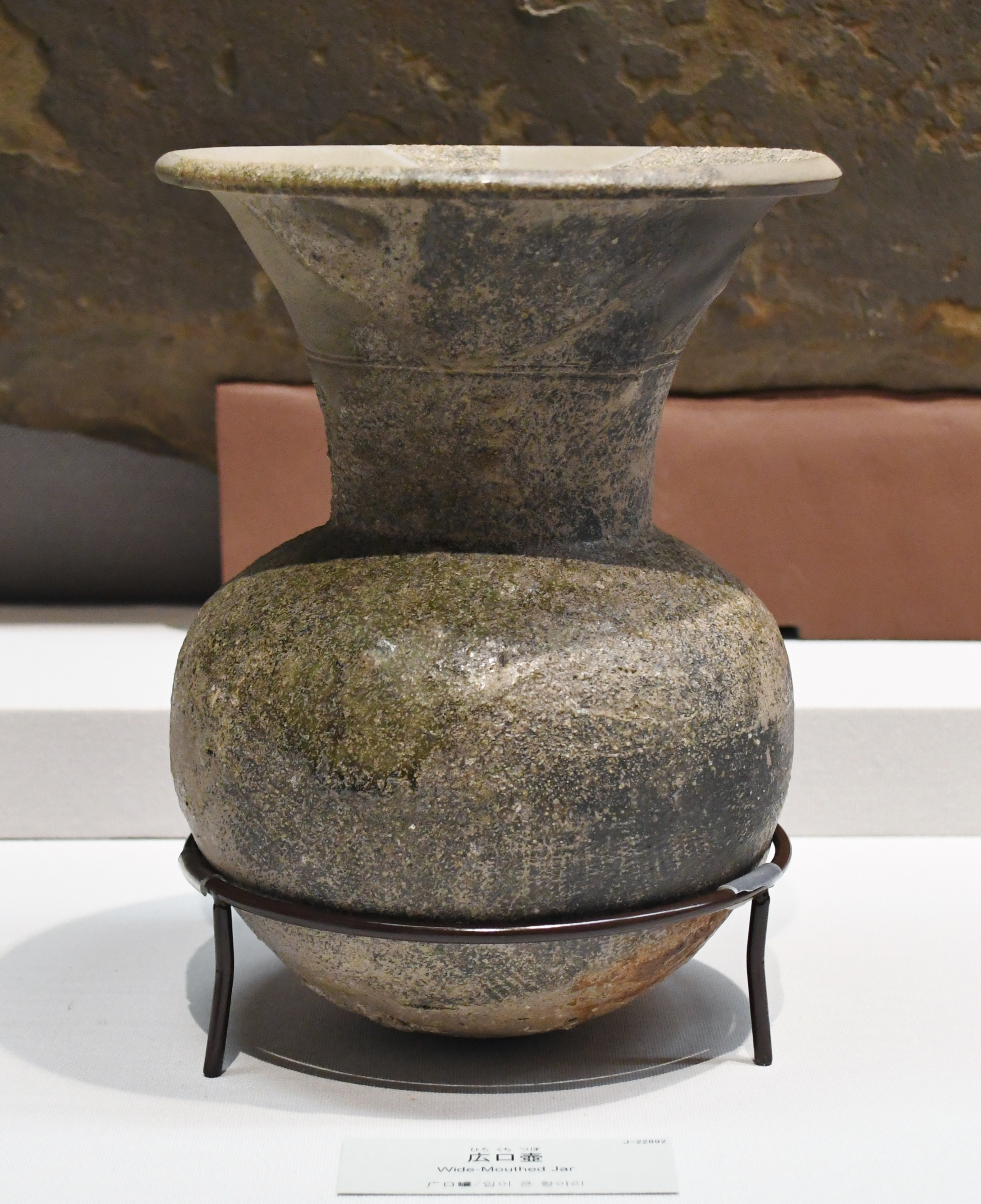
須恵器 広口壺
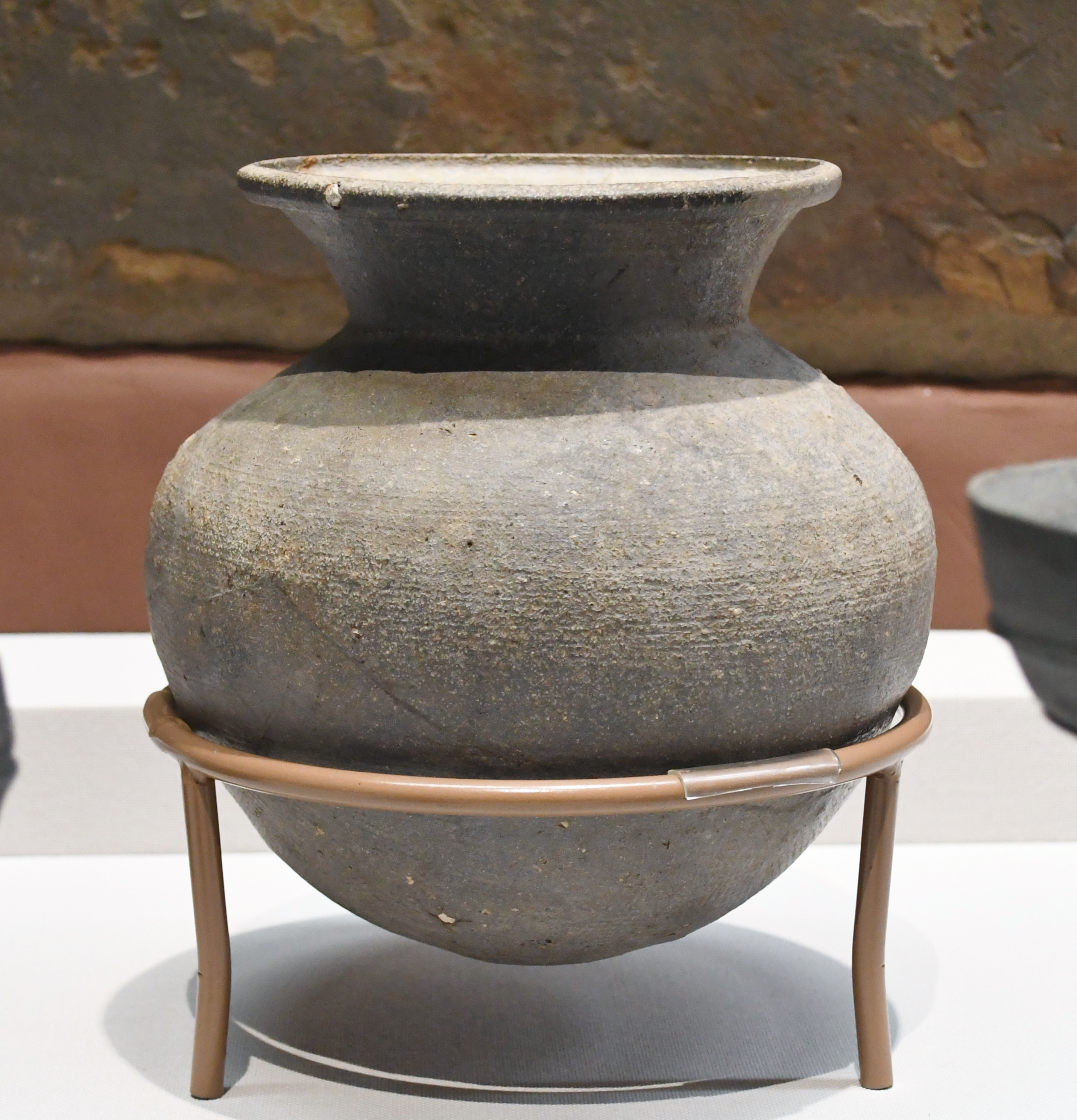
須恵器 広口壺
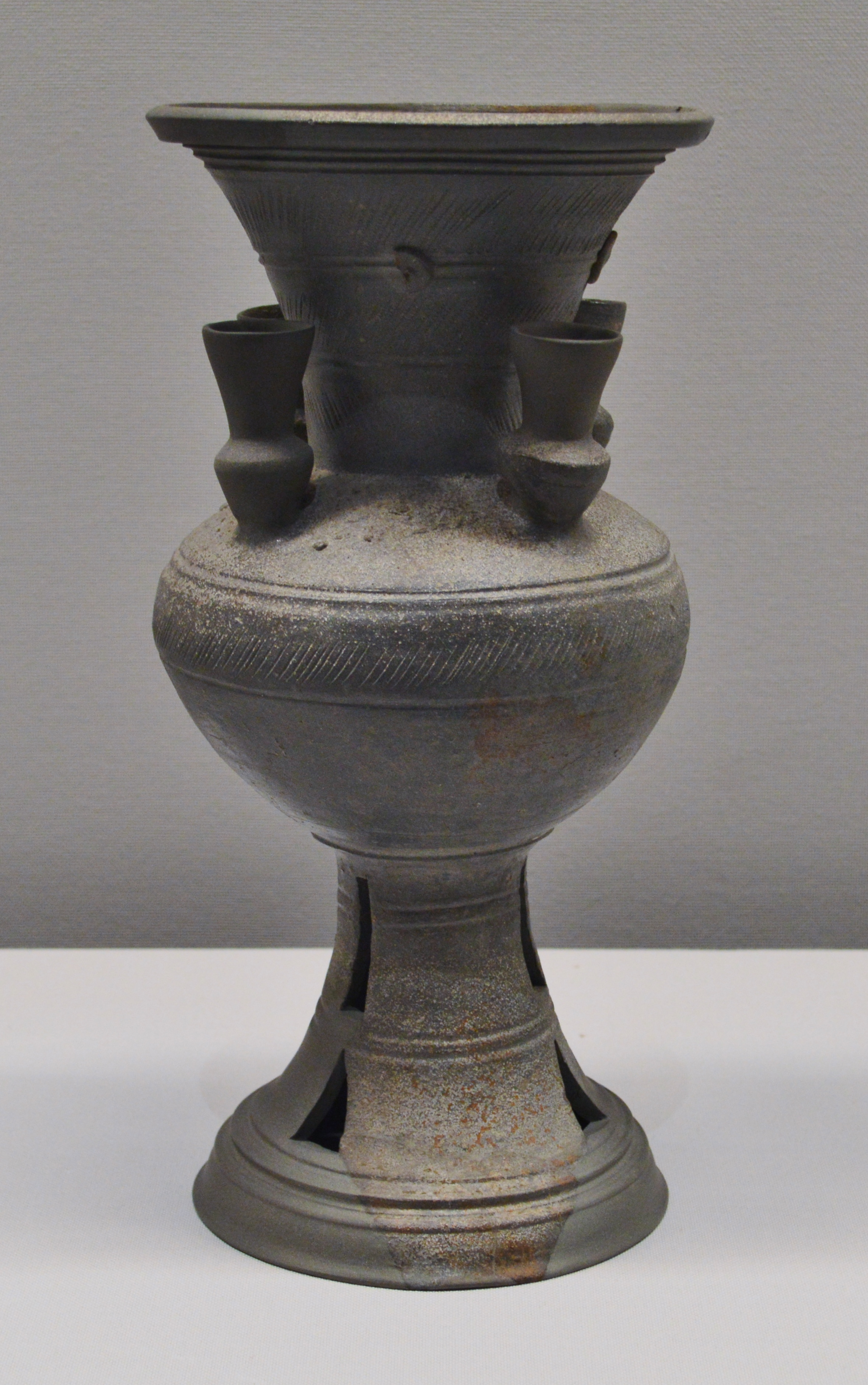
須恵器 子持脚付広口壺
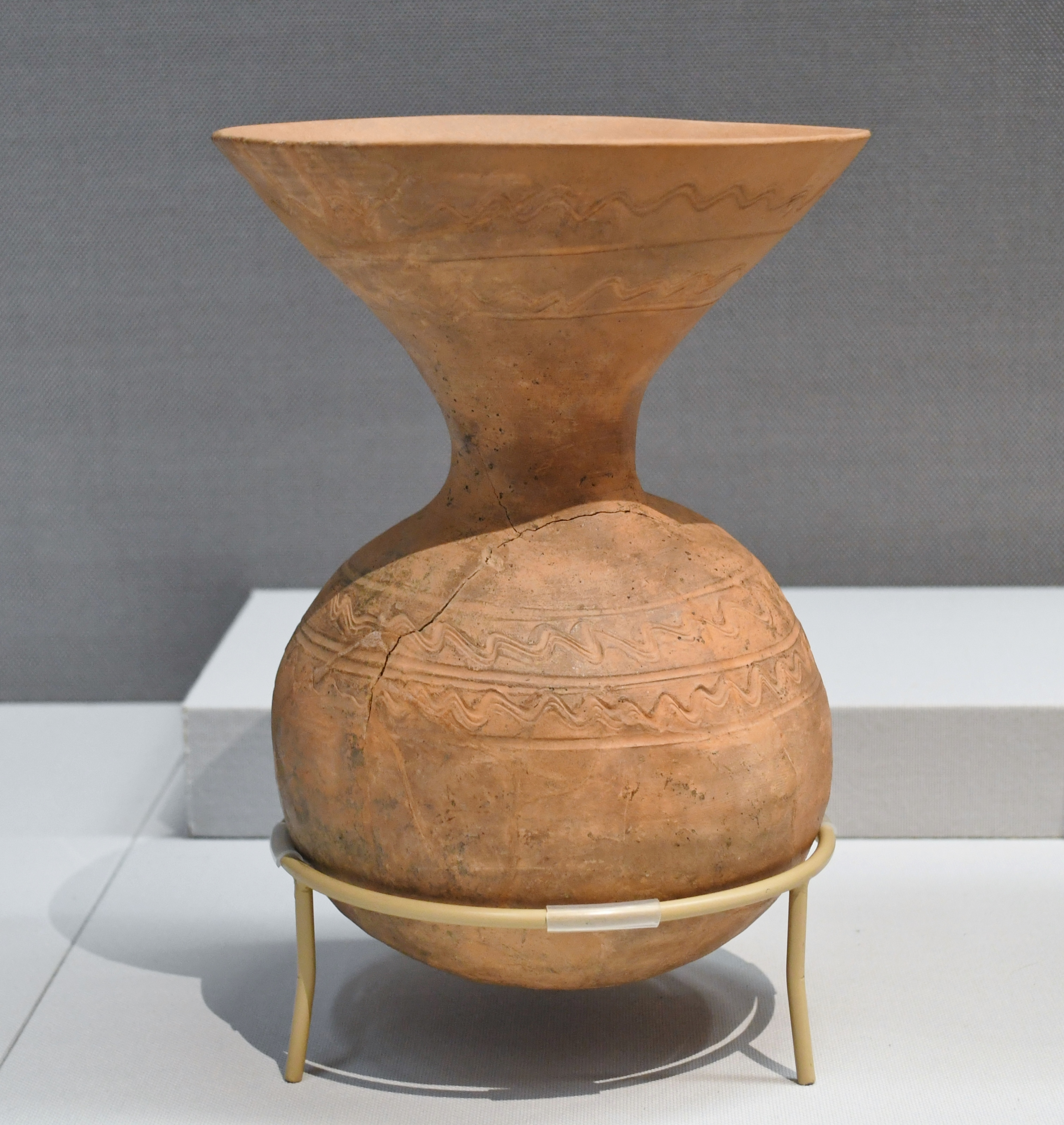
土師器 長頸壺

## 文化財

### 大阪府指定文化財
- 史跡
  - 海北塚古墳 - 1970年（昭和45年）12月7日指定[4]。

## 関連施設
- 東京国立博物館（東京都台東区） - 海北塚古墳の出土品を保管。

## 関連文献
（記事執筆に使用していない関連文献）
- 茨木市教育委員会 編『わがまち茨木 古墳編』茨木市、1990年。
- 『新修茨木市史 第7巻 史料編 考古』茨木市、2014年。